# Блюз (регбийный клуб)
«Блюз» (англ. Blues — «синие»), в прошлом также «Окленд Блюз» (англ. Auckland Blues) — новозеландский регбийный клуб, выступающий в сильнейшем чемпионате Южного полушария — Супер Регби. Команда, созданная в 1996 году, базируется в Окленде и проводит домашние матчи на крупнейшем в стране стадионе «Иден Парк» вместимостью 50 тысяч зрителей. «Блюз» являются одной из самых титулованных команд чемпионата: «синие» выигрывали турнир в 1996, 1997 и 2003 годах. В 1998 году регбисты играли в финале, а в сезонах 2007 и 2011 годов — в играх 1/2 финала. Главный тренер команды — бывший капитан «Олл Блэкс» Тана Умага. Капитаном является чемпион мира 2011 и 2015 годов Джером Каино.

## История

### Создание и первые сезоны
Как и другие новозеландские клубы чемпионата, «Окленд Блюз» были созданы по инициативе Новозеландского регбийного союза в 1996 году. Каждая из пяти созданных команд представляла несколько региональных союзов, в частности, «Блюз» объединяли союзы Окленда, Темз-Велли, Нортленда и Норт-Харбора. В первых сезонах «синие» играли преимущественно на «Иден Парк», но некоторые встречи также проводились на «Гроуэрс Стэдиум» в Пукекохе.
«Блюз» достигли успеха сразу, выиграв чемпионат в сезонах 1996 и 1997 годов. В первом случае клуб выиграл 8 из 11 матчей и завершил регулярный сезон на втором месте позади «Квинсленд Редс». В домашнем матче 1/2 финала команда переиграла «Нортерн Трансвааль» (впоследствии вошедший в структуру клуба «Буллз») — 48:11. Этот результат гарантировал команде преимущество домашней арены и в решающем матче. На «Иден Парк» новозеландцы обыграли «Натал Шаркс» со счётом 45:21. Через год команда улучшила результат, финишировала в чемпионате на первом месте и не проиграла ни одной встречи. Единственным не победным матчем стала игра против «Нортерн Трансвааль», завершившаяся ничьей. «Блюз» снова с лёгкостью выиграли в полуфинале («Натал Шаркс», 55:36) и опять обеспечили домашнюю финальную игру. Победа в финале стала менее убедительной (23:7), но всё же клуб обыграл соперника — австралийцев из «Брамбиз».

### Развитие
В 1998 году «Блюз» снова возглавили турнирную таблицу чемпионата с 43 очками, этот результат стал возможен благодаря девяти победам и двум поражениям. В третьем подряд домашнем полуфинале команда обыграла «Отаго Хайлендерс» (37:31). Решающий матч должен был выявить сильнейшего в паре «Блюз»—«Крусейдерс». Особый характер соперничества между командами из Окленда и Кентербери делал матч принципиальным для обоих клубов. В итоге победа досталась «крестоносцам», которые положили конец безраздельному доминированию «Блюз» (20:13).
К концу 1990-х годов число игроков сборной, представляющих «Блюз», уменьшилось. Этот факт послужил основанием для обмена территориями между «Блюз» и «Чифс»: «Чифс» получили в ведение Темз-Велли и Каунтис Манукау, а «синие» отныне могли распоряжаться игроками из Нортленда и Норт-Харбора. В первые годы после обмена регбисты новых территорий «Блюз» стали существенно прогрессировать, что увеличило и без того заметный разрыв между «Блюз» и «Чифс». Тем не менее, новое распределение регионов стало более логичным с точки зрения их географической близости. В результате обмена «синие» утратили контроль над так называемым Южным Оклендом (за исключением территорий к северу от пригорода Манурева). Таким образом, клуб до сих пор представляет не весь оклендский регион, но только его часть. В 2000 году все новозеландские команды Супер 12 убрали топонимические характеристики из названий. С тех пор клуб известен просто как «Блюз».
В 1999—2002 годах качество игры клуба снизилось, команда ни разу не вышла в плей-офф. Худший результат был показан в 2001 году, когда регбисты одержали всего четыре победы и заняли 11 позицию. В сезоне 2003 года ситуация была выправлена: команда снова стала первой в регулярном чемпионате, выиграв теперь в 10 матчах из 11 и набрав 49 очков. В игре 1/2 финала новозеландцы выиграли у «Брамбиз» со счётом 42:21. В финале же «синие» выиграли «крестоносцев» (21:17). В 2004 и 2005 годах клуб вернулся в кризисное состояние и дважды пропустил игры плей-офф.

### Супер 14
Расширение числа участников чемпионата до 14 состоялось в 2006 году. Перед началом турнира Новозеландский регбийный союз обязал команду включить в число недоступных для драфта игроков капитана сборной Норт-Харбора Руа Типоки. Ранее таким же образом в составе «Крусейдерс» оказался Эндрю Мертенс. Кроме того, поскольку численность состава была ограничена (24 игрока), «синие» должны были отказаться от услуг одного из спортсменов. Считается, что регбийный союз таким образом пытался исключить из состава команд тех игроков, которые не могли выступать за национальную сборную, как, например, Иса Насева. Однако тренер Дэвид Нусифора предпочёл исключить игрока «Олл Блэкс» Исайю Тоэава, который провёл последовавший сезон в «Харрикейнз». 2006 год стал для команды неудачным, но уже в следующем сезоне клуб получил право сыграть в плей-офф. Заняв четвёртое место, «синие» должны были провести гостевой полуфинальный матч против «Шаркс». Перелёт и хорошая подготовка соперника сделали победу невозможной: южноафриканцы выиграли со счётом 24:18. Сезон 2008 года, последний под руководством Нусифоры, вновь не был отмечен серьёзными результатами, «Блюз» заняли шестое место с восемью победами. В 2009 команду возглавил Пэт Лэм, хотя и с новым тренером игроки не смогли выйти на новый уровень. В 2009 и 2010 годах «Блюз» не играли в решающих матчах сезона.

### Супер Регби

#### 15 команд
В 2011 году в чемпионате появилась пятнадцатая команда, и с тех пор команды подразделяются на конференции. «Блюз» начали розыгрыш уверенно, обыграв «Крусейдерс» на «Иден Парк» (24:22). Затем команда отправилась в ЮАР, где выиграла и уступила. В очередном туре клуб сыграл вничью с австралийским «Уэстерн Форс» (22:22). После этого регбистам удалась семиматчевая победная серия. Боевой настрой игроков был подорван поражением от «Квинсленд Редс» в Брисбене (31:37), и впоследствии клуб проиграл ещё в трёх встречах. В последней игре регулярного сезона команда дома выиграла у «Хайлендерс» (33:16), что позволило «синим» сыграть в плей-офф впервые с 2007 года и принять первый домашний матч плей-офф с 2003 года. Так как система проведения игр на вылет изменилась, клуб должен был сыграть в предварительном раунде с «Уаратаз», и лишь затем коллектив мог попасть в число участников полуфинальных игр. «Синие» успешно преодолели австралийский барьер (13:26), но игра против крайне опасных в том сезоне «Редс» игрокам не удалась (13:30). Сезон стал последним для Кёртиса Хайу в составе команды: в апреле ему диагностировали костное новообразование. Игрок объявил о начале бессрочного перерыва в его карьере.
В 2012 году состав команды пополнили известные игроки «Харрикейнз», чемпионы мира Ма’а Нону и Пири Веепу. Регулярный чемпионат начался 24 февраля, и в первой игре клуб снова принимал «Крусейдерс». Команда проиграла этот и следующий матчи, первая же победа состоялась в третьем туре. Тогда «Блюз» выиграли у южноафриканцев из «Буллз» (29:23), причём автором всех очков «синих» стал молодой игрок Гарет Энском. Энском установил рекорд клуба по числу очков, набранных в одной игре. В том же матче Рене Рейнджер стал первым игроком «Блюз», получившим белую карточку, которая привела к двухнедельной дисквалификации игрока. После этого клуб проиграл в семи матчах подряд, в четвёртом туре уступив «Стормерз», а в одиннадцатом — «Харрикейнз». В среде болельщиков возрастало недовольство работой главного тренера. Пэт Лэм получил несколько обращений расистского характера посредством социальных сетей, двустороннего радио и даже официального сайта «Блюз». С другой стороны, Лэм, имеющий самоанское происхождение, получил поддержку некоторых ветеранов клуба, в том числе Майкла Джона и Эрони Кларка. После победы над «Лайонз» в двенадцатом туре «Блюз» потерпели самое крупное поражение в истории клуба: «Крусейдерс» переиграли «синих» в домашнем матче со счётом 59:12. Затем команда проиграла «Хайлендерс» и лидерам турнирной таблицы — «Чифс». Тем не менее, регбисты с оптимизмом завершили сезон, выиграв у «Уэстерн Форс» и «Брамбиз».
17 июля Лэм был освобождён от полномочий. В тот же день было объявлено имя нового тренера — им стал сэр Джон Кирван. Специалист подписал контракт на два года. В августе состав нового тренерского штаба стал известен полностью. Функции технического советника и тренера защитников были поручены сэр Грэм Генри. Мик Бирн стал тренером нападающих, а также совершенствованием навыков бьющих игроков. Грант Дури ответственен за подготовку игроков задней линии.
В сезоне 2013 года из клуба ушло много игроков, в том числе Ма'а Нону (в «Хайлендерс») и Гарет Энском (в «Чифс»). 31 октября 2012 года был объявлен состав «Блюз» на предстоящий сезон, а капитаном стал Али Уильямс. В 18 раунде Супер Регби Уильямс сыграл свой 100-й матч в турнире и присоединился к «клубу центурионов». Команда закончила сезон на 10 месте.
Команда провалила сезон 2015 года, оказавшись на 14 (предпоследнем) месте, что стало худшим результатом клуба за всю историю. Джон Кирван покинул клуб по собственному желанию.

### Результаты
| Супер 12 | Супер 14 | Супер Регби |
| Сезон | Место | Игры | Победы | Ничьи | Поражения | Очки + | Очки - | Разница | Бонусы | Турнирные очки | Примечания                                   |
| ----- | ----- | ---- | ------ | ----- | --------- | ------ | ------ | ------- | ------ | -------------- | -------------------------------------------- |
| 1996  | 1-е   | 11   | 8      | 0     | 3         | 408    | 354    | +53     | 9      | 41             | (победа в финале над «Шаркс»)                |
| 1997  | 1-е   | 11   | 10     | 1     | 0         | 435    | 283    | +152    | 8      | 50             | (победа в финале над «Брамбиз»)              |
| 1998  | 2-е   | 11   | 9      | 0     | 2         | 388    | 298    | +90     | 7      | 43             | (поражение в финале от «Крусейдерс»)         |
| 1999  | 9-е   | 11   | 4      | 1     | 6         | 202    | 201    | +1      | 5      | 23             |                                              |
| 2000  | 6-е   | 11   | 6      | 0     | 5         | 300    | 262    | +38     | 6      | 30             |                                              |
| 2001  | 11-е  | 11   | 4      | 0     | 7         | 243    | 298    | -55     | 5      | 21             |                                              |
| 2002  | 6-е   | 11   | 6      | 0     | 5         | 318    | 249    | +69     | 5      | 29             |                                              |
| 2003  | 1-е   | 11   | 10     | 0     | 1         | 393    | 185    | +208    | 9      | 49             | (победа в финале над «Крусейдерс»)           |
| 2004  | 5-е   | 11   | 6      | 1     | 5         | 337    | 309    | +28     | 6      | 32             |                                              |
| 2005  | 7-е   | 11   | 6      | 0     | 5         | 243    | 216    | +27     | 3      | 27             |                                              |
| 2006  | 8-е   | 13   | 6      | 0     | 7         | 290    | 348    | -58     | 5      | 29             |                                              |
| 2007  | 4-е   | 13   | 9      | 0     | 4         | 355    | 235    | +120    | 6      | 42             | (поражение в полуфинале от «Шаркс»)          |
| 2008  | 6-е   | 13   | 8      | 0     | 5         | 354    | 267    | +87     | 8      | 40             |                                              |
| 2009  | 9-е   | 13   | 5      | 0     | 8         | 339    | 369    | -30     | 12     | 32             |                                              |
| 2010  | 7-е   | 13   | 7      | 0     | 6         | 376    | 333    | +43     | 9      | 37             |                                              |
| 2011  | 4-е   | 16   | 10     | 1     | 5         | 405    | 335    | +70     | 10     | 60             | (поражение в полуфинале от «Квинсленд Редс») |
| 2012  | 12-е  | 16   | 4      | 0     | 12        | 359    | 430    | -71     | 8      | 32             |                                              |
| 2013  | 10-е  | 16   | 6      | 0     | 10        | 347    | 364    | -17     | 12     | 44             |                                              |
| 2014  | 10-е  | 16   | 7      | 0     | 9         | 419    | 395    | +24     | 9      | 37             |                                              |
| 2015  | 14-е  | 16   | 3      | 0     | 13        | 282    | 428    | -146    | 8      | 20             |                                              |
| 2016  | 11-е  | 15   | 8      | 1     | 6         | 374    | 380    | -6      | 5      | 39             |                                              |
| 2017  | 9-е   | 15   | 7      | 1     | 7         | 425    | 391    | +34     | 7      | 37             |                                              |
| 2018  | 14-е  | 16   | 4      | 0     | 12        | 378    | 509    | -131    | 6      | 22             |                                              |
| 2019  | 13-е  | 16   | 5      | 1     | 10        | 347    | 369    | -22     | 8      | 30             |                                              |

### Достижения
- Супер Регби
  - Первое место: 1996, 1997, 2003
  - Второе место: 1998
  - Полуфинал: 2007, 2011

## Текущий состав
Сезон 2013 года.

## Тренерский штаб

### Главный тренер
- Тана Умага

### Ассистенты
- сэр Грэм Генри (технический советник и тренер защитников)
- Мик Бирн (тренер нападающих, тренер ударов)
- Грант Дури (тренер игроков задней линии)
- Брайс Андерсон (менеджер)

### Бывшие тренеры
- сэр Грэм Генри (1996—1998)
- Джед Роудендс (1999)
- Гордон Хантер (2000)
- Фрэнк Оливер (2001)
- Питер Слоун (2002—2005)
- Дэвид Нусифора (2006—2008)
- Пэт Лэм (2009—2012)
- сэр Джон Кирван (2012—2015)
- Тана Умага (2016—2018)

## Капитаны
- Зинзен Брук (1996—1997)
- Майкл Джонс (1998)
- Робин Брук (1999—2001)
- Гленн Тейлор (2002)
- Ксавьер Раш (2003—2005)
- Кевин Меаламу (2006)
- Трой Флэвелл (2007—2008)
- Кевин Меаламу (2009—2012)
- Али Уильямс (2012—2013)
- Люк Брейд (2014)
- Джером Каино (2015–2016)
- Джеймс Парсонс[англ.] (2016–2017)
- Огастин Пулу[англ.] (2018)

## Рекорды

### Командные
- Наибольшее число побед в сезоне: 10 (1997, 2003, 2011 гг.)
- Наибольшее число игровых очков в сезоне: 435 (1997 г.)
- Самая крупная победа: 60:7 («Харрикейнз», 2002 г.)
- Самое крупное поражение: 12:59 («Крусейдерс», 2012 г.)

### Индивидуальные
- Наибольшее число матчей: Кевен Меаламу (164)
- Наибольшее число очков: Эдриан Кэшмор (619)
- Наибольшее число очков в одном сезоне: Эдриан Кэшмор (180, 1998 г.)
- Наибольшее число очков в одном матче: Гарет Энском (29, «Буллз», 2012 г.)
- Наибольшее число попыток: Дуг Хаулетт (55)
- Наибольшее число попыток в одном сезоне: Дуг Хаулетт (12, 2003 г.)
- Наибольшее число попыток в одном матче: Джоэли Видири (4, «Буллз», 2000 г.), Дуг Хаулетт («Харрикейнз», 2002 г.), Милс Мулиаина («Буллз», 2002 г.)